# كأس الجزائر 1983–84
كأس الجزائر 1983–84 هو موسم من كأس الجزائر. أشرف على تنظيمه الإتحاد الجزائري لكرة القدم، وكان عدد الأندية المشاركة فيه 64، وفاز فيه نادي مولودية وهران.